# برآفتاب شیرانی
برآفتاب شیرانی، روستایی از توابع بخش مرکزی شهرستان لردگان در استان چهارمحال و بختیاری ایران است.

## جمعیت
این روستا در دهستان میلاس قرار دارد و براساس سرشماری مرکز آمار ایران در سال ۱۳۸۵، جمعیت آن ۴٬۱۲۶ نفر (۷۹۸خانوار) بوده‌است.